# Ottorino Dall’Oglio

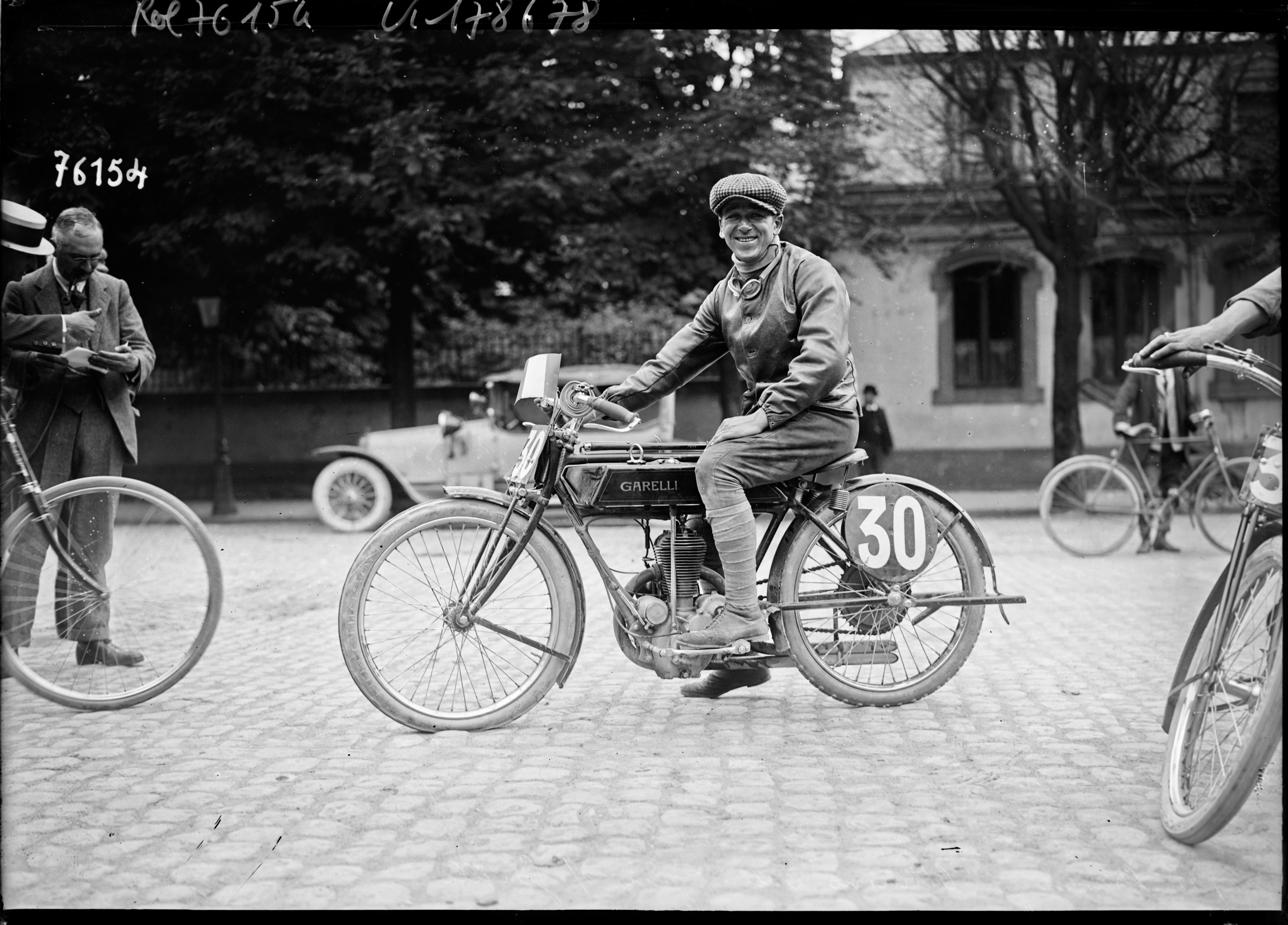
Dall’Oglio auf Garelli beim Großen Preis der Union Motocycliste de France 1922

Ottorino Dall’Oglio war ein italienischer Motorradrennfahrer, der in den 1910er- und 1920er-Jahren aktiv war. Er nahm an verschiedenen nationalen und internationalen Rennen teil und erzielte dabei mehrere Erfolge für die Marken Frera und Garelli. Dall’Oglio gehört zur Generation der frühen italienischen Motorradrennfahrer, die den Motorsport in Italien nach dem Ersten Weltkrieg wesentlich prägten.

## Karriere
Dall’Oglio trat im Jahr 1920 beim Campionato Italiano di Motociclismo in der 500-cm³-Klasse für Frera an und erreichte dabei den fünften Platz im Gesamtergebnis des Jahres. Im darauffolgenden Jahr (1921) konnte er seine Leistung deutlich steigern und wurde Vizemeister der 500-cm³-Klasse hinter Ernesto Vailati (Sunbeam), ebenfalls auf einer Frera-Maschine. Damit war er einer der erfolgreichsten italienischen Motorradfahrer der Frühzeit.
Im Jahr 1922 trat Dall’Oglio beim internationalen Motorradrennen von Straßburg auf einer 350-cm³-Garelli-Maschine an, gemeinsam mit anderen italienischen Fahrern wie Ernesto Gnesa und Erminio Visioli.
Im selben Jahr gewann er den Circuito del Tigullio in der Klasse bis 350 cm³ auf Garelli. Bei diesem Rennen erreichte er eine Höchstgeschwindigkeit von 101,098 km/h, was für damalige Verhältnisse ein beachtlicher Wert war.

## Fahrzeuge
Dall’Oglio startete während seiner Karriere auf Motorrädern der Marken Frera und Garelli. Während er mit Frera insbesondere in der 500-cm³-Klasse erfolgreich war, fuhr er für Garelli vor allem in der 350-cm³-Kategorie.